# Не нужна
«Не нужна» — песня украинской певицы Светланы Лободы, выпущенная 20 октября 2014 года в качестве сингла на лейблах United Music Group и «Лобода Мьюзик». В 2017 году песня была включена в третий студийный альбом H2LO.

## Предыстория и релиз
Автором песни стала певица Рита Дакота. По её словам, она придумала песню буквально за пять минут, пришла домой, наиграла, сняла видео и отправила через WhatsApp Лободе, а через пару минут она её перезвонила и сказала: «Это моя песня! Хочу её петь! Отдай!». Сама Лобода также выступила в качестве соавтора.
Премьеру трека «Не нужна» Лобода приурочила к своему дню рождения 18 октября. Уже 20 октября 2014 года песня была выпущена официально. Она получила активную поддержку на украинском радио, вследствие чего смогла войти в тройку лучших по версии TopHit.

## Музыкальное видео
Официальный видеоклип на песню был выпущен 7 марта 2015 года. Съёмки прошли накануне нового 2015 года в Португалии. Режиссёрское кресло заняла продюсер Лободы Нателла Крапивина.
В клипе показана история женщины, которая, преодолевая боль и измены, борется за своё счастье. Видео во многом является отображением личной истории певицы, связанной с её расставанием с Андреем Царём, отцом её первой дочери Евангелины.

## Список композиций
| №  | Название   | Длительность |
| -- | ---------- | ------------ |
| 1. | «Не нужна» | 3:29         |

| №  | Название                                  | Длительность |
| -- | ----------------------------------------- | ------------ |
| 1. | «Не нужна» (DJ M.E.G. & N.E.R.A.K. Remix) | 3:16         |

## Чарты
| Чарт (2014-15)                      | Высшая позиция |
| ----------------------------------- | -------------- |
| Киев (TopHit — Радиохиты недели)    | 3              |
| СНГ (TopHit — Радиохиты недели)     | 148            |
| Украина (FDR Топ-40)                | 4              |
| Украина (FDR UA Топ-20)             | 2              |
| Украина (TopHit — Радиохиты недели) | 3              |

| Чарт (2014-15)                      | Высшая позиция |
| ----------------------------------- | -------------- |
| Киев (TopHit — Радиохиты месяца)    | 7              |
| Украина (TopHit — Радиохиты месяца) | 9              |

| Чарт (2014)                           | Позиция |
| ------------------------------------- | ------- |
| Украина (TopHit — Хиты года на радио) | 164     |
| Чарт (2015)                           | Позиция |
| Киев (TopHit — Хиты года на радио)    | 73      |
| Украина (TopHit — Хиты года на радио) | 61      |

## История релиза
| Регион | Дата            | Формат                      | Версия                       | Лейбл              | Ист.   |
| ------ | --------------- | --------------------------- | ---------------------------- | ------------------ | ------ |
| Мир    | 20 октября 2014 | Цифровая загрузка, стриминг | Оригинальная                 | United Music Group | [ 6 ]  |
| СНГ    | 22 октября 2014 | Радиоротация                | Оригинальная                 | Лобода Мьюзик      | [ 9 ]  |
| СНГ    | 9 марта 2015    | Радиоротация                | DJ M.E.G. & N.E.R.A.K. Remix | Radio Record       | [ 7 ]  |
| Мир    | 15 апреля 2015  | Цифровая загрузка, стриминг | DJ M.E.G. & N.E.R.A.K. Remix | Radio Record       | [ 16 ] |